# نخستین ها (فیلم ۲۰۲۳)
نخستین‌ها یک فیلم علمی تخیلی فانتزی فیلم ماجراجویی محصول سال ۲۰۲۳ آمریکایی از سرگرمی ماه کامل است، به نویسندگی و کارگردانی مشترک دیوید آلن و با بازی جولیت میلز. این فیلم یک پروژه پرشور برای استاپ موشن انیماتور آلن بود و پس از مرگ پس از بیش از ۵۰ سال ساخت به پایان رسید.

## فرضیه
پس از کشته شدن یک یتی توسط گروهی از شرپا، تیمی از دانشمندان دانشگاه به نپال سفر می‌کنند تا منشأ این موجود را بیابند. گروه با یک ردیاب ناهموار، از دهکده شرپا به راه افتادند و پس از یک بهمن بزرگ، یک سرزمین مخفی ابتدایی را کشف کردند که با موجودات ماقبل تاریخ، انسان‌شناسان باستانی و گونه‌های خزنده بیگانه پر شده بود.

## بازیگران
- ریچارد جوزف پل در نقش متیو کانر
- جولیت میلز در نقش کلر کولیر
- لئون راسوم در نقش روندو مونتانا
- واکر برانت در نقش کاتلین ریدل
- رابرت کورنثویت در نقش لوید ترنت
- کوین منگولد در نقش انسان‌نما
- تای تای به عنوان سیکو

## رهایی
در ژوئن ۲۰۲۳، اعلام شد که این فیلم اولین نمایش جهانی خود را در جشنواره فیلم فانتزیا در کانادا در ۲۳ ژوئیه ۲۰۲۳ خواهد داشت. در همان ماه، کمپانی اولین تریلر فیلم تمام شده را منتشر کرد.
این فیلم در ایالات متحده در سینماهای محدود در ۱۱ مارس ۲۰۲۴ اکران شد.

### رسانه خانگی
مدت کوتاهی پس از اکران محدود آن در سینماها، این فیلم در تاریخ ۳۱ مه ۲۰۲۴ در ویدئو بر حسب تقاضا در دسترس قرار گرفت. در همان ماه، ماه کامل از «نسخه کلکسیونر نهایی» فیلم رونمایی کرد که دو برش و ساخت مستندی را بر روی سه دیسک به نمایش می‌گذارد تا در ژوئیه ۲۰۲۴ در دسترس قرار گیرد. در ۱۰ سپتامبر، فیلم همچنین به صورت یک دی وی دی و بلو منتشر خواهد شد.